# Courtella hladikae
Courtella hladikae is een vliesvleugelig insect uit de familie vijgenwespen (Agaonidae). De wetenschappelijke naam is voor het eerst geldig gepubliceerd in 1979 door Jacobus Theodorus Wiebes.